# Christophe Riblon
Christophe Riblon (Tremblay-en-France, 1981. január 17. –) francia profi kerékpáros. Országúton és pályán egyaránt versenyzett. 2017-ben visszavonult a versenyzéstől.

## Eredményei pálya-kerékpározásban
2002
2., Pályakerékpáros-Európa-bajnokság - Csapat üldözőverseny - U23
2003
2., Francia pályakerékpáros bajnokság - Pontverseny - U23
2008
2., Pályakerékpáros-világbajnokság - Pontverseny
2010
2., Pályakerékpáros-világbajnokság - Madison
6., Pályakerékpáros-világbajnokság - Pontverseny

## Eredményei országúti versenyzésben
| 2004 1., Francia országúti bajnokság - Mezőnyverseny - szerződés nélküli versenyzők 2005 1., 3. szakasz (Csapatidőfutam) - Vuelta a Castilla y Leon 2., összetettben - Tour de l'Avenir 8. - Ühispanga Tartu GP 2006 5. - GP de Plumelec-Morbihan 7., összetettben - Circuit de Lorraine 1., 4. szakasz 2007 1. - Tour de la Somme 9., Francia országúti bajnokság - Mezőnyverseny 2009 1., 3. szakasz - Route du Sud 4., Francia országúti bajnokság - Időfutam-bajnokság 7., Francia országúti bajnokság - Mezőnyverseny 7. - Clásica de San Sebastián | 2010 1., 14. szakasz - Tour de France 1. - Les Boucles du Sud Ardèche 2. - Lisieux Criterium 2. - Marquette-lez-Lille 5., összetettben - Circuit de la Sarthe 5., összetettben - Bayern Rundfahrt 7., összetettben - Critérium du Dauphiné 7., Francia országúti bajnokság - Időfutam-bajnokság 2011 2., Francia országúti bajnokság - Időfutam-bajnokság 7. - Tour du Doubs 8., összetettben - Tour de Pologne 2013 Tour de France 1., 18. szakasz legaktívabb |

## Grand Tour eredményei
| Grand Tour | 2007 | 2008 | 2009 | 2010 | 2011 | 2012 | 2013 | 2014 | 2015 |
| ---------- | ---- | ---- | ---- | ---- | ---- | ---- | ---- | ---- | ---- |
| Giro       | 82.  | -    | -    | -    | -    | -    | -    | -    | -    |
| Tour       | -    | 137. | 82.  | 28.  | 51.  | 73.  | 37.  | 120. | 68.  |
| Vuelta     | -    | -    | 46.  | 130. | -    | 162. | -    | -    | -    |